# Anonymous (альбом)
Anonymous — третий студийный альбом супер-группы Tomahawk Майка Паттона, выпущен в 2007 году на лейбле Ipecac Recordings.
Anonymous представляет собой обработку народной индейской музыки, собранной гитаристом группы Дуэйном Денисоном. Также этот альбом является последним альбомом группы, записанным совместно с басистом Кевином Рутманисом, покинувшим группу в ходе создания альбома.

## Список Композиций
1. «War Song» — 3:25
2. «Mescal Rite 1» — 2:53
3. «Ghost Dance» — 3:44
4. «Red Fox» — 3:04
5. «Cradle Song» — 4:11
6. «Antelope Ceremony» — 4:00
7. «Song of Victory» — 1:13
8. «Omaha Dance» — 3:57
9. «Sun Dance»- 3:02
10. «Mescal Rite 2» — 5:51
11. «Totem» — 3:04
12. «Crow Dance» — 3:45
13. «Long, Long Weary Day» — 1:23

- Песни «Mescal Rite 1» и «Ghost Dance» исполняются на языке оригинала.

## Исполнители
- Майк Паттон — Вокал
- Дуэйн Дэнисон — Гитара, Бас-Гитара
- Джон Стэниер — Ударные

## Позиции в Чартах
Альбом
| Год  | Чарт                 | Позиция |
| ---- | -------------------- | ------- |
| 2007 | Top Heatseekers      | 2       |
| 2007 | The Billboard 200    | 158     |
| 2007 | Australia ARIA Chart | 32      |